# Башкиров, Виктор Андреевич
Ви́ктор Андре́евич Башки́ров (27 ноября 1920 года — 27 июля 1991 года) — советский лётчик-истребитель, участник Великой Отечественной войны, помощник командира 519-го истребительного авиационного полка по воздушно-стрелковой службе 283-й истребительной авиационной дивизии 16-й воздушной армии 1-го Белорусского фронта, капитан.
Герой Советского Союза (4.02.1944), полковник запаса (с 1960 года).

## Биография
Родился 27 ноября 1920 года в посёлке Лемешенский (ныне — микрорайон Оргтруд во Фрунзенском районе Владимира) в семье рабочего. Русский. Член ВКП(б) с 1942 года. Окончил неполную среднюю школу. Работал токарем на владимирском заводе «Автоприбор». С 1938 года учился на рабфаке и в аэроклубе.
В 1940 году призван в ряды Красной Армии. В 1941 году окончил Сталинградскую военную авиационную школу пилотов. В боях Великой Отечественной войны с сентября 1941 года. Воевал на Западном, Центральном и 1-м Белорусском фронтах. Особо отличился в боях на Курской дуге летом 1943 года. Ещё в мае, накануне решающего сражения, противник организовал ряд массированных налётов на Курск.
Первый налёт немецкая авиация произвела ранним утром 22 мая 1943 года эшелонами в составе 110 бомбардировщиков под прикрытием 70 истребителей. Две группы первого эшелона из 68 бомбардировщиков под прикрытием 60 истребителей достигли железнодорожного узла и бомбардировали его, в основном с пикирования, с высоты 4000 метров.
Наши истребители, поздно оповещённые о налёте, встретили первые группы самолётов противника лишь в районе цели, где «Мессеры» и «Фокке-Вульфы» создали плотную завесу вокруг бомбардировщиков. Наши лётчики преследовали их при возвращении от цели и вели с ними воздушный бой.
Последующим группам бомбардировщиков противника наши истребители оказали сильное противодействие, в результате чего немецкие лётчики большинство бомб сбросили бесприцельно — в поле и на окраине города. Последняя группа третьего эшелона нашими истребителями к Курску допущена не была.
Во время этого налёта было сбито 76 самолётов противника, из них 38 — истребителями 16-й воздушной армии, 30 — истребителями противовоздушной обороны, 8 — зенитной артиллерией. Работа железнодорожного узла Курск была нарушена на 10-12 часов. Вот некоторые примеры действий истребителей армии, поднятых на отражение первого налёта вражеской авиации.
В 5 часов 5 минут с аэродрома Будановка был замечен подход большой группы немецких бомбардировщиков под прикрытием истребителей. С аэродромов Будановка, Щигры южные и Курск западный взлетели десять дежурных Як-1. Набрав высоту, они восьмёркой атаковали бомбардировщики противника, в то время как пара «Яков» связала боем его истребителей. Атака наших лётчиков расстроила боевой порядок бомбардировщиков. Бой велся преимущественно парами на высотах от 3000 до 600 метров.
В это же время с аэродрома Щигры южные взлетела дежурная эскадрилья в составе семи Як-7 из 519-го истребительного авиационного полка под командованием старшего лейтенанта В. А. Башкирова. В районе Курска наши истребители встретили группу «Юнкерсов» под прикрытием «Мессершмиттов». Три пары «Яков» атаковали бомбардировщики противника и, тесно взаимодействуя между собой, нарушили их боевой порядок, сбили шесть «Юнкерсов». Виктор Башкиров набрал высоту, чтобы связать боем истребителей противника, и одновременно управлял группой по радио. Вскоре он заметил одного «Мессера», который заходил в атаку на пару «Яков». Поспешив товарищам на выручку, с первой атаки сбил немецкий истребитель.
Особо примечательным и поучительным был воздушный бой, проведённый 3 ноября 1943 года, когда он, перегоняя самолёт Як-7 на другой аэродром и имея в отсеке фюзеляжа за бронеспинкой механика самолёта, встретил «Юнкерс». Очевидно, это был разведчик. Он решил атаковать противника и вступил с ним в бой. Противник пытался уйти со снижением, но его настиг советский истребитель. На высоте 100 метров «Юнкерс» загорелся и затем врезался в землю. При выходе из атаки на самолёт внезапно обрушились две пары «Фокке-Вульфов». Один из них оказался несколько ниже, и наш лётчик успел поймать его в прицел. Ещё один миг — и «Фокке-Вульф», оставляя после себя шлейф дыма, пошёл к земле. Тем временем в атаку перешла вторая пара истребителей противника.
Нашему лётчику было трудно на перегруженной машине вести неравный бой с вражескими пилотами. Однако высокое мастерство, отвага и дерзость помогли ему выйти из сложного положения. Он погасил скорость и дал возможность атакующему истребителю проскочить вперед, а затем открыл огонь из пушки. Вражеский самолёт загорелся. Чтобы сбить пламя с машины, немец резко развернулся и неожиданно столкнулся со своим напарником. Оба самолета от удара рассыпались в воздухе. Так закончился его поединок, в ходе которого противник лишился четырёх самолётов.
К декабрю 1943 года будучи помощником командира по воздушно-стрелковой службе 519-го истребительного авиационного полка в звании капиата он совершил 233 боевых вылета, в 31 воздушном бою сбил 14 самолётов противника.
Указом Президиума Верховного Совета СССР «О присвоении звания Героя Советского Союза офицерскому составу военно-воздушных сил Красной Армии» от 4 февраля 1944 года за «образцовое выполнение боевых заданий командования на фронте борьбы с немецкими захватчиками и проявленные при этом отвагу и геройство» удостоен звания Героя Советского Союза с вручением ордена Ленина и медали «Золотая Звезда» (№ 3233).
К 9 мая 1945 года совершил 260 боевых вылета, провёл 33 воздушных боя, сбил лично 15 и в составе группы 2 самолёта противника.
После окончания Великой Отечественной войны продолжал службу в Военно-воздушных силах СССР. В 1960 году вышел в запас в звании полковника.
Проживал в Чернигове. Являясь заместителем председателя Черниговского областного комитета ДОСААФ, вёл большую общественную работу по воспитанию молодёжи.
Скончался 27 июля 1991 года.

## Награды
- Медаль «Золотая Звезда» Героя Советского Союза (№ 3233)
- Орден Ленина
- Три ордена Красного Знамени
- Орден Александра Невского
- Орден Отечественной войны I степени
- Орден Отечественной войны II степени
- Два ордена Красной Звезды
- Медали, в том числе:
  - Медаль «За победу над Германией в Великой Отечественной войне 1941—1945 гг.»
  - Юбилейная медаль «Двадцать лет Победы в Великой Отечественной войне 1941—1945 гг.»
  - Юбилейная медаль «Тридцать лет Победы в Великой Отечественной войне 1941—1945 гг.»
  - Юбилейная медаль «Сорок лет Победы в Великой Отечественной войне 1941—1945 гг.»

## Память
- Похоронен на Яцевском кладбище города Чернигова.
- В Чернигове, на доме, где жил Герой, установлена мемориальная доска.
- Стела с барельефом Героя установлена в мае 2010 года на мемориале на площади Победы города Владимира.